# Tage Fox Maule
Tage Fox Maule (født 19. maj 1902 i Tårbæk, død 4. marts 1945 i Dachau) var kaptajn i Livgarden og dansk modstandsmand.

## Familie og karriere
Han var søn og ældste barn af civilingeniør Carl Fox Maule (1870-1927) og hustru Camilla, født Junggreen (1877-1961).
Fox Maule tog studentereksamen i 1919 fra Ordrup Gymnasium og påbegyndte studier ved Polyteknisk Læreanstalt for at blive fabriksingeniør.
I studietiden var han medlem af Akademisk Skyttekorps, hvilket formentlig var medvirkende til at bestemme ham for en officersløbebane. Efter et år på læreanstalten afbrød han studierne og gik ind i hæren for at blive fast officer. Han blev sekondløjtnant ved Livgarden i 1924 og premierløjtnant samme år, gennemgik Officersskolens generalstabskursus i 1933-1935, var adjudant hos forsvarsministeren i 1935-1936 og blev i 1937 udnævnt til kaptajn og samtidig chef for første Livgardebataljons 5. kompagni.
Han blev viet til sin klassekammerat fra Ordrup Gymnasium Else Svitzer Lyngbye (1901-1962) i Gentofte den 31. marts 1928.
Ved folketællingen den 5. november 1940 boede han i en villa på Henning Bojesens Vej 2 i Gentofte med sin hustru og fire børn, født 1930 (Bodild), 1932 (Ida Elisabeth), 1934 (Carl) og 1936 (Jens Peter) - alle født på Frederiksberg.

## Modstandskamp
Straks efter interneringen af hæren i august 1943 blev han tilknyttet de militære modstandsgrupper og førte her kommandoen over styrkerne på Slotsholmen og Amalienborg. Han deltog personligt i tilrettelæggelsen af hele organisationen, våbentransporter m.v.

## Arrestation, deportation og død
I 1944 blev han angivet af en stikker og arresteret, da han intetanende ankom til sit hjem i Gentofte om eftermiddagen den 28. november 1944, hvor hans hustru, fire børn og deres barnepige uden hans vidende havde været holdt indespærret i flere dage af tyske soldater. Han blev fængslet, først i Shellhuset, hvor han blev undergivet talrige hårdhændede forhør,
og siden i Vestre Fængsel.
I februar 1945 blev han - dødssyg efter sit fængselsophold - deporteret til koncentrationslejren Dachau med den sidste fangetransport, der foregik i kreaturvogne uden nogen form for bekvemmeligheder, og som varede i 12 døgn, afbrudt af mange alarmer på grund af luftangreb.
Under deportationen blev han smittet med difteri og døde natten mellem den 3. og 4. marts 1945 efter en længere march i hårdt vejr.
Han blev begravet i en fællesgrav i koncentrationslejren.

## Mindesmærker
Der er sat en mindesten for ham på Gentofte Kirkegård og han er opført på mindeplader i Mindelunden i Ryvangen, på Officersskolen på Frederiksberg, i Skytteforeningslejren, Høje Sandbjerg, på Sergentskolen, Kronborg og på Ordrup Gymnasium.
I 2024 er der til hans minde nedsat en snublesten i fortovet ud for hans bopæl i Gentofte.